# Tinh dịch
|                                                                                                 |                              |
| Tinh dịch con người                                                                             |                              |
| Màu                                                                                             | Trắng đục                    |
| pH                                                                                              | 7.35-7.50                    |
| Tinh trùng                                                                                      | 100 triệu/mL (< 20% dị dạng) |
| Fructose (1.5-6.5 mg/mL) Phosphorylcholine Ergoththioneine Ascorbic acid Flavins Prostaglandins | Từ dung dịch túi tinh        |
| Spermine Citric acid Cholesterol Phospholipids Fibrinolysin Zinc Acid phosphatase               | Từ dung dịch tuyến tiền liệt |
| Phosphate Bicarbonate Hyaluronidase                                                             |                              |

Tinh dịch là chất dịch màu trắng đục chứa tinh trùng.
Tinh dịch được phóng ra từ cửa niệu đạo của dương vật thường vào lúc con đực đạt cực khoái khi giao phối. Đôi khi cũng được phóng ra khi không có hoạt động tình dục như mộng tinh hoặc thủ dâm.
Ở trạng thái bình thường, tinh dịch đậm đặc và có màu trắng hoặc màu vàng nhạt. Tinh dịch màu vàng nhạt là do trong thời gian dài không có xuất tinh, tinh dịch biến đổi về màu sắc và có sự kết dính.
Ngoài một phần nhỏ các chất nhờn từ niệu đạo, 10% dung dịch tinh dịch là từ ống dẫn tinh, 30% từ tuyến tiền liệt và 60% từ túi tinh (seminal vesicles). Dung dịch trong túi tinh đẩy tinh trùng và "rửa sạch" ống dẫn tinh trong giai đoạn xuất tinh.

## Chức năng
Chức năng chính của tinh dịch chính là bảo vệ và nuôi dưỡng tinh trùng khỏe mạnh. Bởi vì trong tinh dịch có chứa các thành phần dưỡng chất như đường, protein, amino acid, kẽm, calci,...
Ngoài chức năng chính ra thì tinh dịch còn có những chức năng khác như:
– Chống trầm cảm tự nhiên: tiếp xúc tinh dịch có thể làm giảm các triệu chứng trầm cảm. Trong một số nghiên cứu chỉ ra rằng với những phụ nữ khi quan hệ tình dục không dùng bao thường có dấu hiệu trầm cảm ít hơn do âm đạo có thể hấp thu được một số thành phần tinh dịch.
– Giúp điều hòa giấc ngủ: bởi vì trong tinh dịch có chứa chất melatonin, một hợp chất giúp điều hòa giấc ngủ và thư giãn, vậy nên sau khi quan hệ tình dục phụ nữ sẽ dễ chìm vào giấc ngủ một cách tự nhiên và an toàn.
– Làm giảm ung thư tuyến tiền liệt ở nam giới: việc xuất tinh thường xuyên ở nam giới là một cách hữu hiệu để bảo vệ sức khỏe và giảm nguy cơ mắc bệnh ung thư tuyến tiền liệt.

## Thành phần tinh dịch người

### Đường:
– Fructose: Vị đường rất ngọt ngào này thường có trong trái cây và mật ong.
– Sorbitol: một chất có vị ngọt thường được sử dụng thay thế cho đường cho các bệnh nhân bị tiểu đường.
– Inositol: Có hợp chất tương tự như đường ngọt, có thể tăng cường sự tăng trưởng cho mái tóc khỏe mạnh và thường được coi là thực phẩm tốt cho não bộ.

### Protein và amino acid:
Do tinh dịch người có chứa nhiều dưỡng chất nên các nhà nghiên cứu tin rằng nuốt tinh dịch có thể giúp chống lão hóa.
– Glutathione: đây là một chất chống oxy hóa quan trọng có thể liên kết loại trừ các độc tố như kim loại nặng, dung môi hoặc thuốc trừ sâu...
– Deoxyribonucleic acid (DNA): A xít này được sử dụng trong việc phát triển và hoạt động của tất cả các sinh vật sống.
– Creatine: đây là một sản phẩm chuyển hóa protein trong cơ, giúp cung cấp năng lượng cho các cơ của cơ thể.

### Khoáng Chất:
– Phosphor: giúp cơ thể hấp thụ calci để cho xương chắc khoẻ.
– Kẽm: Kẽm là một khoáng chất quan trọng đối với nhu cầu cơ thể. Không có nó, một loạt các chức năng cơ thể sẽ bị ngưng trệ, điển hình là: mất cân bằng đường huyết, chuyển dưỡng chậm lại, làm giảm khả năng ngửi, nếm và sự phân chia tế bào và tổng hợp DNA sẽ bị tổn thương. Kẽm cũng giúp tăng cường hệ miễn dịch.
– Magnesium: giúp duy trì cơ bắp và chức năng thần kinh bình thường, giữ nhịp tim ổn định, hỗ trợ hệ thống miễn dịch khỏe mạnh, làm cho xương chắc khoẻ, giúp điều chỉnh lượng đường trong máu, cải thiện huyết áp bình thường, tham gia vào quá trình chuyển hóa năng lượng và tổng hợp protein.
– Calci: làm cho xương chắc khoẻ.
– Kali: là điều cần thiết cho sự phát triển cơ thể bình thường và thay thế các mô đã lỗi thời.

### Vitamin:
Trong một lần xuất tinh ở Nam Giới (khoảng một muỗng cà phê tinh dịch), tinh dịch đã có thể chứa 150 mg protein, 11 mg carbohydrate, 6 mg chất béo, 3 mg cholesterol, 7% kali, đồng và kẽm...
– Vitamin C: là một loại vitamin thiết yếu cho cơ thể con người, có tác dụng như một chất chống oxy hóa, kiểm soát huyết áp. Vitamin C cũng khuyến khích sự tăng trưởng của các chuỗi protein trong collagen, và là thành phần chính trong tất cả các mô xơ của cơ thể.
– Vitamin B12: cải thiện năng lượng
– Choline: cải thiện trí nhớ cho bạn

### Hormone:
– Testosterone: điều hành chức năng tình dục và tăng ham muốn tình dục
– Prostaglandin: tham gia vào một loạt các chức năng cơ thể như sự co giãn của cơ bắp và co thắt các mạch máu, kiểm soát huyết áp và điều chế các viêm nhiễm.

### Một số chất khác:
Ngoài các chất có lợi cho cơ thể được tìm  thấy trong tinh dịch người ở Nam giới còn có: a xít lactic, urê, axit uric, nitơ...

## Phương pháp lấy mẫu và xét nghiệm tinh dịch người[2]
- Lấy tinh dịch: Không xuất tinh từ 3 - 5 ngày trước khi lấy mẫu thử. Dùng tay để thủ dâm - không dùng xà phòng hay bất cứ chất nhờn nào. Xuất tinh tất cả tinh dịch vào lọ đã được tẩy trùng. Chuyển đến phòng thử nghiệm càng sớm càng tốt (dưới 1 tiếng đồng hồ), ráng giữ keo trong nhiệt độ bình thường trong người - để sát cạnh vào da mình là tốt nhất (Không nên cho vào tủ lạnh).
- Xét nghiệm: Để có khả năng tạo thai, tinh dịch tối thiểu phải có:

| Dung lượng                  | >2ml    |
| Số tinh trùng               | >20M/ml |
| Tinh trùng có chuyển động   | >50%    |
| Tinh trùng dạng bình thường | >15%    |